# Majscowa
Majscowa – wieś w Polsce położona w województwie podkarpackim, w powiecie jasielskim, w gminie Dębowiec. Leży nad Wisłoką.
| SIMC    | Nazwa   | Rodzaj    |
| ------- | ------- | --------- |
| 0348275 | Podlas  | część wsi |
| 0348281 | Skała   | część wsi |
| 0348298 | Zagórze | część wsi |

Wierni Kościoła rzymskokatolickiego należą do parafii Świętego Bartłomieja Apostoła w Dębowcu.
W latach 1975–1998 miejscowość administracyjnie należała do województwa krośnieńskiego.
Przez wieś przebiega droga wojewódzka nr 992 łącząca Jasło z Duklą. We wsi znajduje się Dom Ludowy, szkoła podstawowa i nowo wybudowany most łączący miejscowość z siedzibą gminy – Dębowcem. 
Komunikacja realizowana jest przede wszystkim przez autobusy należące do PKS Jasło. Wieś posiada połączenia z miejscowościami takimi jak Jasło, Krempna, Nowy Żmigród, Folusz. Do miejscowości docierają również jasielskie autobusy miejskie należące do przedsiębiorstwa ZMKS Jasło.